# آلبینونی ۷۹۰۳
سیارک ۷۹۰۳ (به انگلیسی: 7903 Albinoni، نامگذاری:1996HV24) هفت هزار و نهصد و سومین سیارک کشف شده‌است که در ۲۰ آوریل ۱۹۹۶ کشف شد.
قدر مطلق سیارک برابر ۱۳٫۹۰ است.